# Jeceaba
Jeceaba este un oraș în Minas Gerais (MG), Brazilia.